# Batolec červený

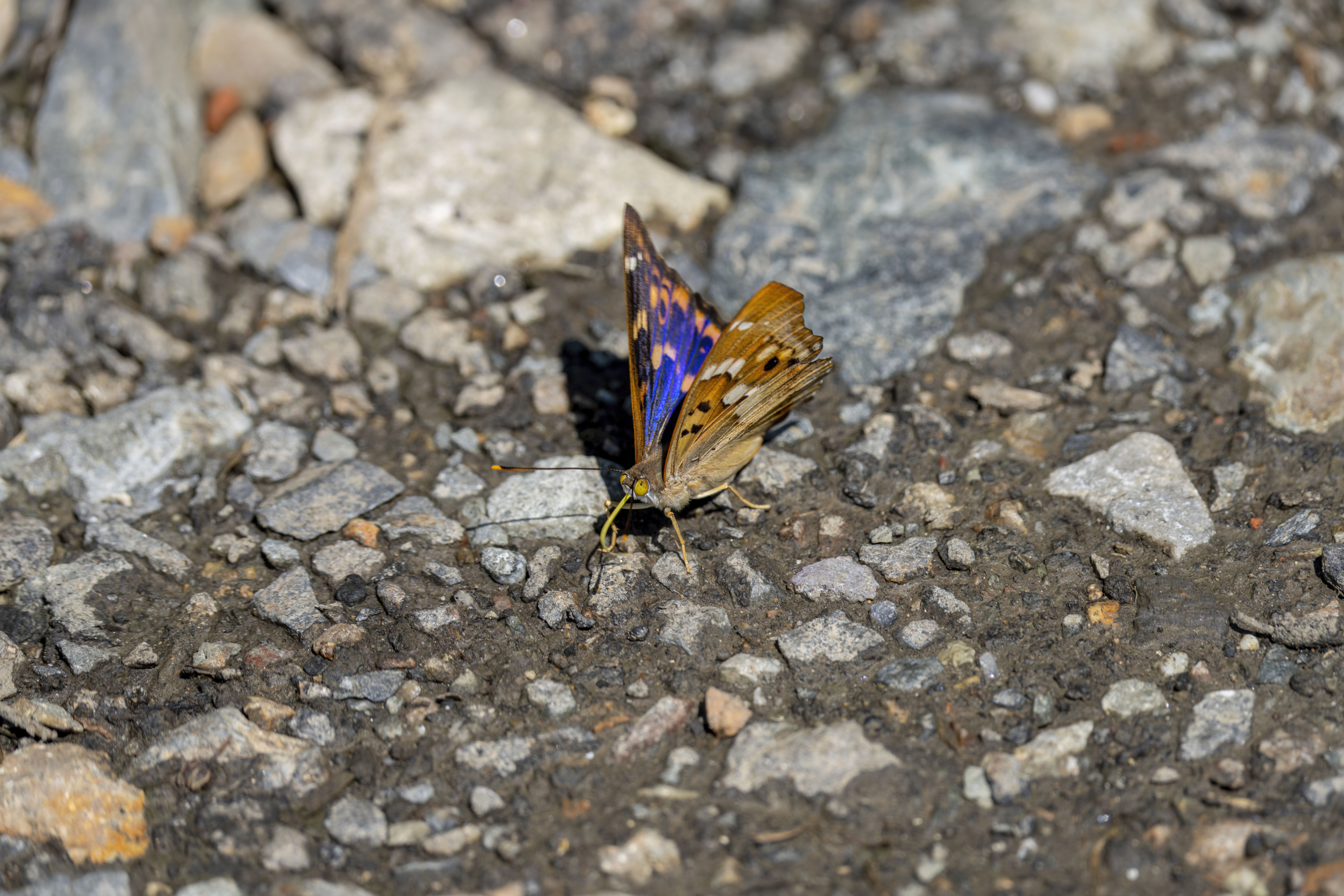
Motýl sající z vlhké země

Batolec červený (Apatura ilia) je nápadný druh denního motýla z čeledi babočkovití. Je zajímavý tím, že podle úhlu dopadu slunečního světla se barva jeho křídel mění z hnědé přes fialovou až na jasně kovově modrou a zpět. Rozšířenější je forma clytie.

## Rozšíření
Je rozšířený téměř v celé Eurasii. V Česku jen zřídka vystupuje do nadmořských výšek nad 600 m. Více na východ je hojnějším druhem denních motýlů, směrem na západ je vzácnější. V Česku je rozšířen po celém území, ale není hojný.

## Způsob života
V přírodě lze vidět batolce od června do srpna. Je jednogenerační s částečnou druhou generací v srpnu až září. Létá hlavně na lesních cestách, na okrajích smíšených lesů, ve vlhkých údolích a na zarostlých pasekách. Ráno létá pomaleji, přičemž rád sedá na zdechliny, trus zvířat, hnijící ovoce a celkově mokrá místa, hlavně okolo kaluží a mokřin. Přitahuje ho i lidský pot, a proto si někdy sedá i na upocené ruce. Později, v odpoledních hodinách, poletuje v korunách stromů. Protože žije skrytě, lze jej vidět jen zřídka. U samečka lze pozorovat jistý stupeň teritoriálního chování, proto na místě jeho výskytu obvykle nacházíme jen jeden exemplář. Obvykle vidíme jen samečky, protože samičky se zdržují výš v korunách převážně listnatých stromů. Létají málo, a to převážně v odpoledních hodinách. Někdy vydrží sedět celé hodiny v koruně stromu.
Batolec červený je dobrý letec, a proto migruje i na větší vzdálenosti.

## Popis

### Vajíčko
Samička klade vajíčka na listy živných rostlin, hlavně vrb. Vajíčka jsou olivově zelená až žlutavá, válcovitého tvaru.

### Housenka
Housenka se vyvíjí od července na vrbě jívě, vrbě popelavé, vrbě ušaté, vrbě křehké a také na osice. Přezimuje ve 2. instaru, kdy je asi 1 cm dlouhá a je zbarvena černohnědě. V tomto období je obvykle připředená k větvičce nebo listu. V dubnu začne být znovu aktivní a svléká se. Po tomto svlečení je zelená, žlutě zrnitá, se šikmými žlutými pruhy na bocích, modrými výrůstky na hlavě a dvěma červenými hroty na análním článku zadečku. Housenka 5. instaru (po 4. svlékání) se zakuklí, většinou v červnu, pod listy, zavěšená hlavou dolů.

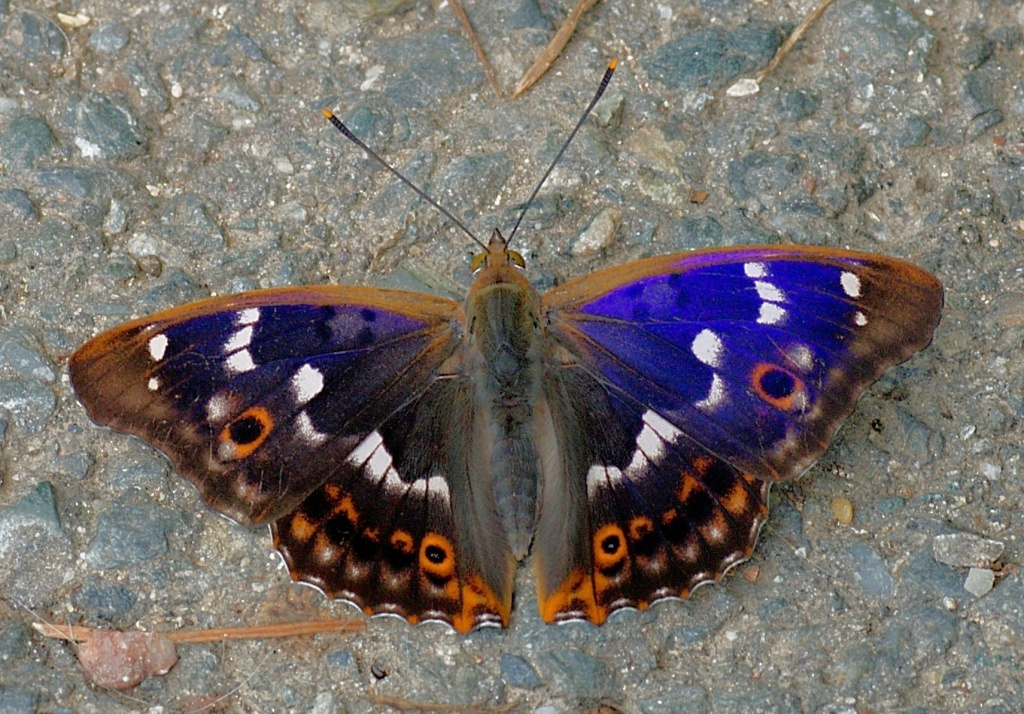
Batolec červený, samec

### Kukla
Kukla je bledě zelená s dvěma hroty na hlavě. Zpravidla bývá přichycená za kremaster.

### Dospělec
Dospělec je motýl s rozpětím křídel 50 až 60 mm. Typická forma má na líci křídel bílé skvrny na tmavě hnědém až černohnědém podkladu. Forma clytie má základní zbarvení hnědé, s většími plochami světlé kresby, v žlutohnědých a rezavých tónech. Spodní strana je oranžově hnědá s černými a bílými skvrnami. Sameček má kovově modrofialové zbarvení vrchní strany křídel, které se mění podle úhlu dopadu světla. Samičce toto zbarvení chybí a bývá obvykle většího vzrůstu.

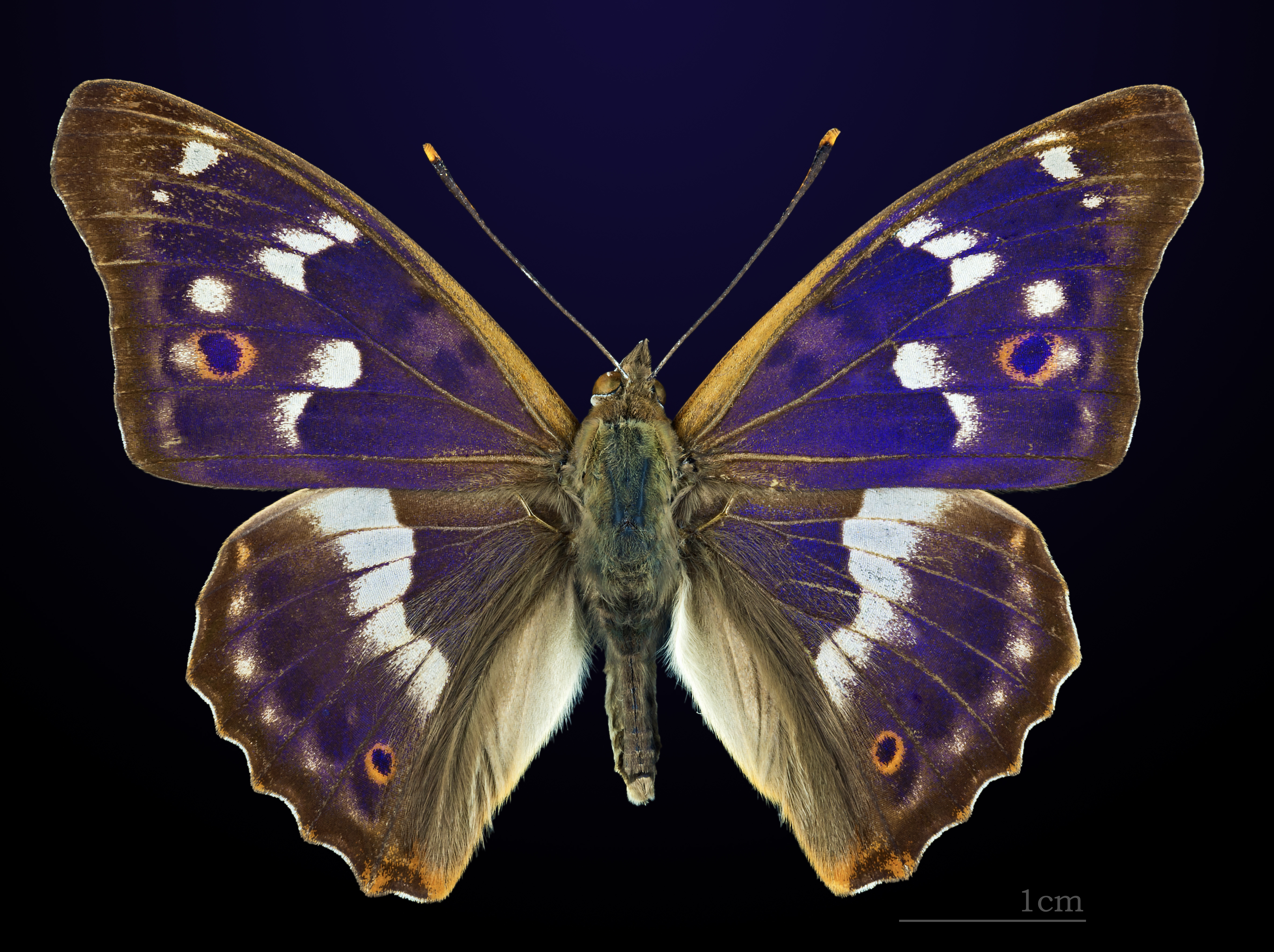
♂ Batolec červený
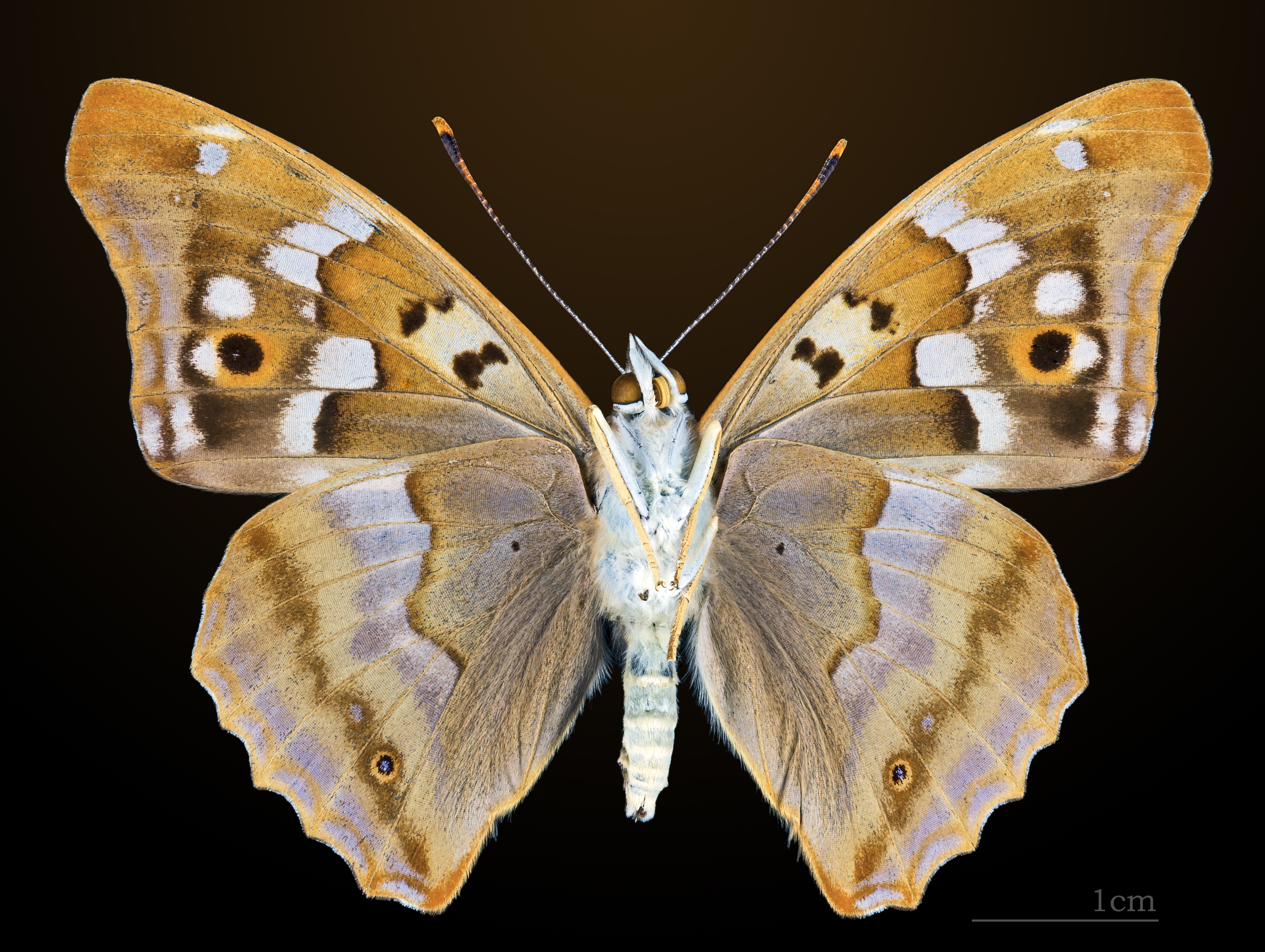
♂ △ Batolec červený

## Ochrana druhu
I když je v České republice chráněn zákonem jako ohrožený druh, nedojde-li k omezení vhodných biotopů, nehrozí v nejbližší době, že by vymizel.